# Козелецька вулиця (Київ)
Козеле́цька ву́лиця — вулиця в Солом'янському районі міста Києва, місцевість Відрадний. Пролягає від вулиці Миколи Василенка до Авторемонтної вулиці. 
Прилучаються вулиці Волноваська і Світлодарська, Попаснянський провулок. На ділянці між вулицями Волноваською і Світлодарською наявна перерва у проляганні вулиці. 

## Історія
Виникла в 10-ті роки XX століття під назвою Тимофі́ївська. Сучасна назва — з 1955 року. 
У 1958 році до Козелецької вулиці була приєднана Нова вулиця, розташована вздовж залізниці.

## Зображення

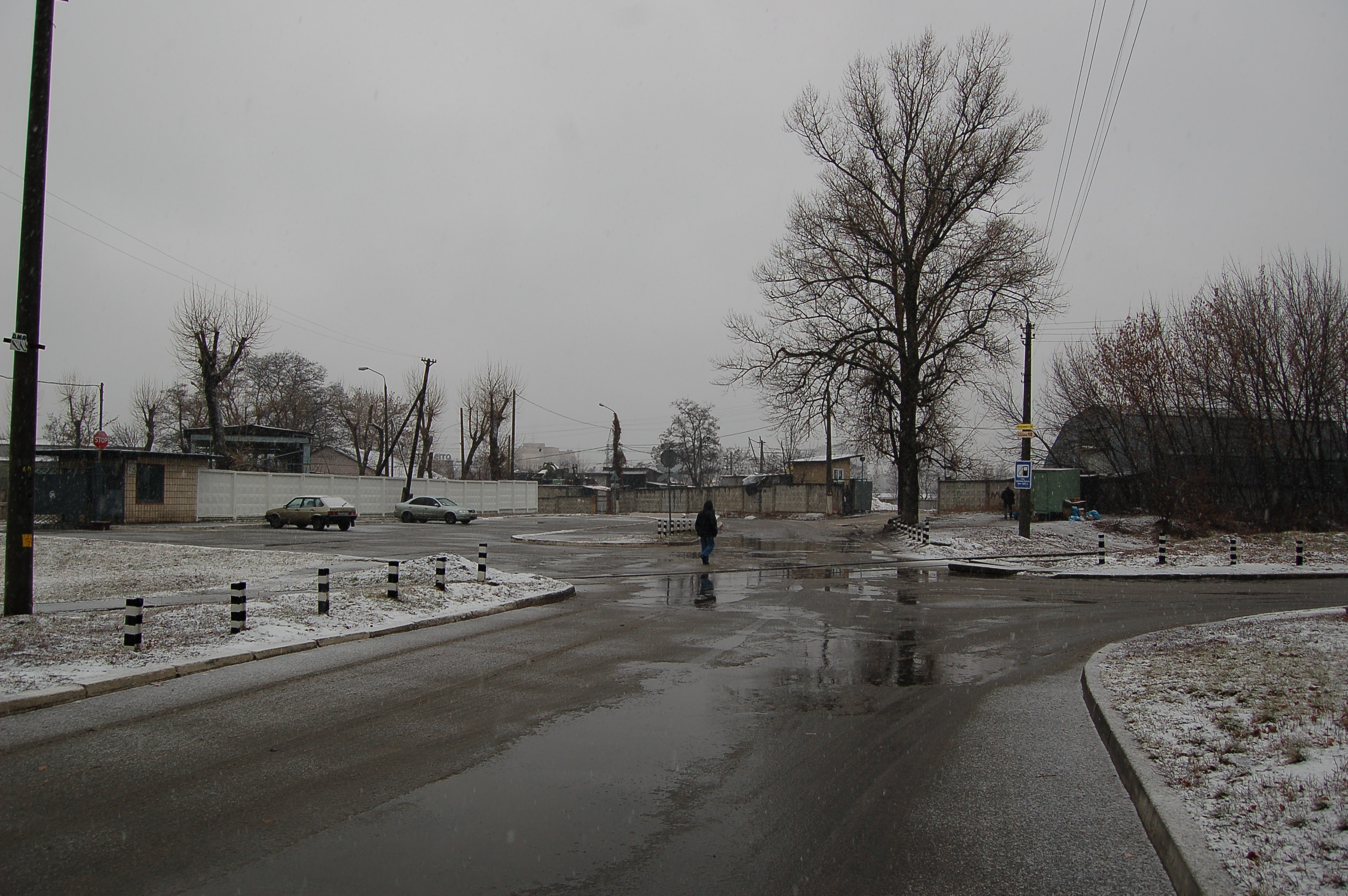
Перехрестя Світлодарської і Козелецької вулиць та провулку Юрія Матущака
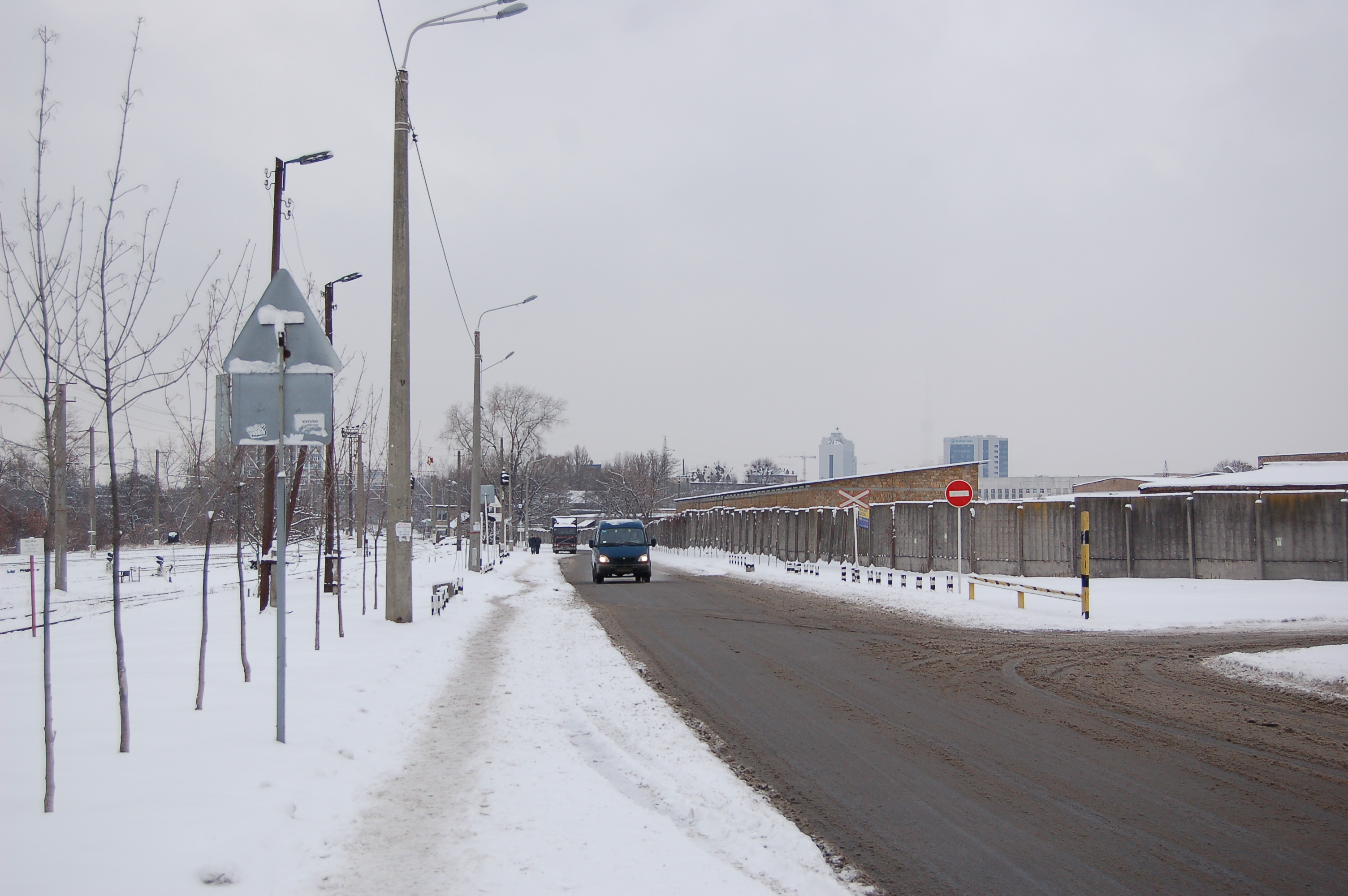
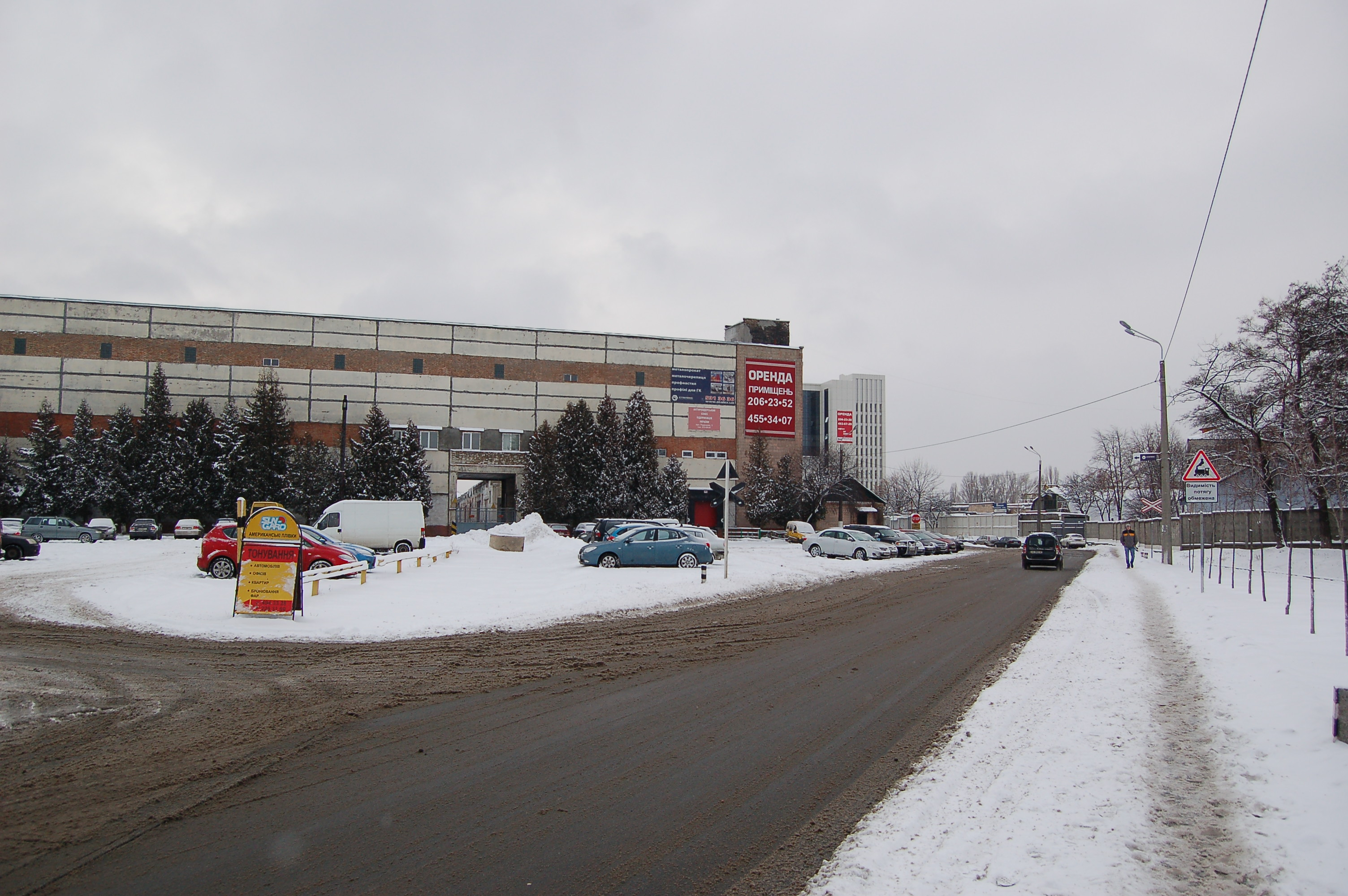
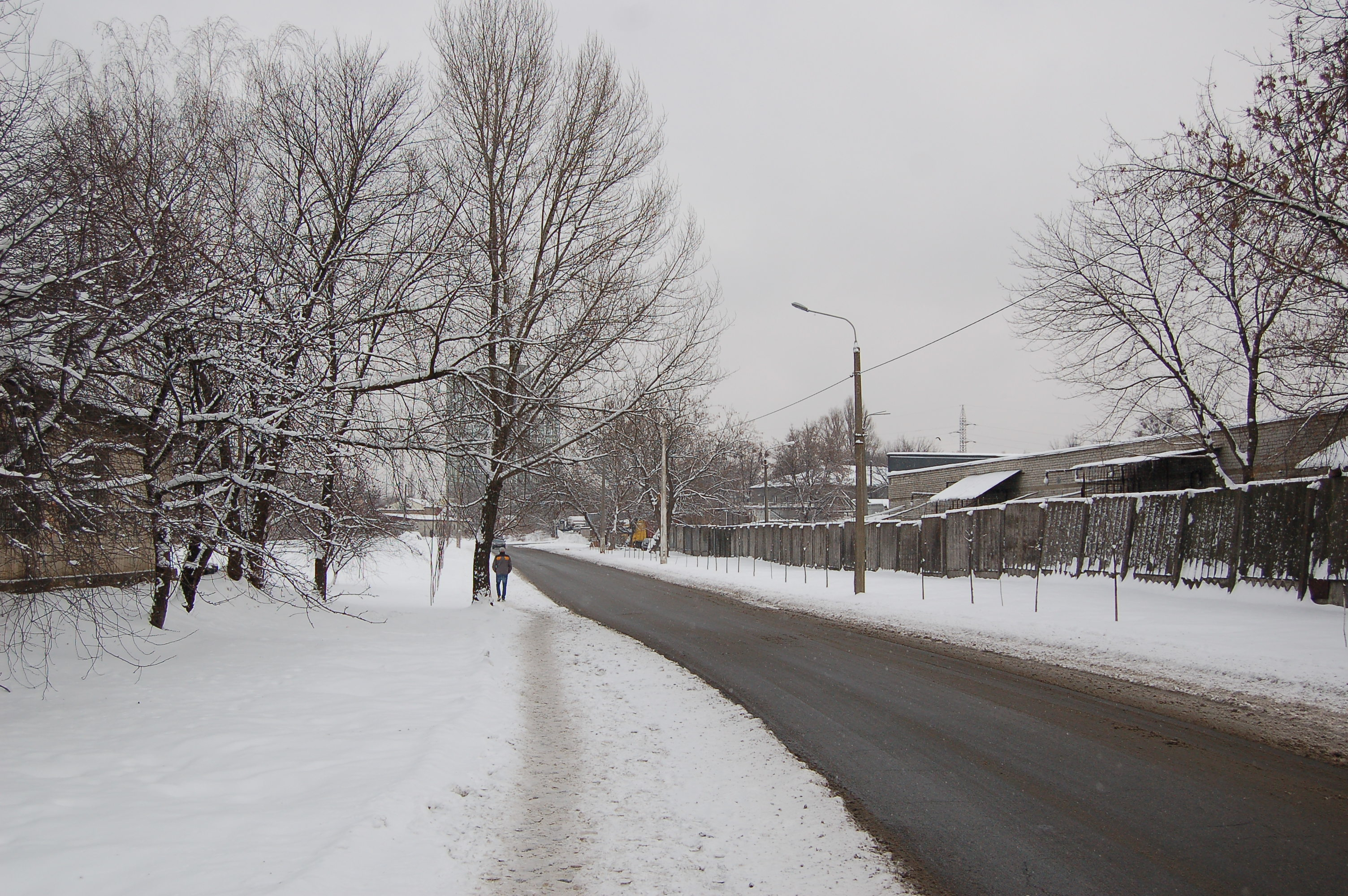
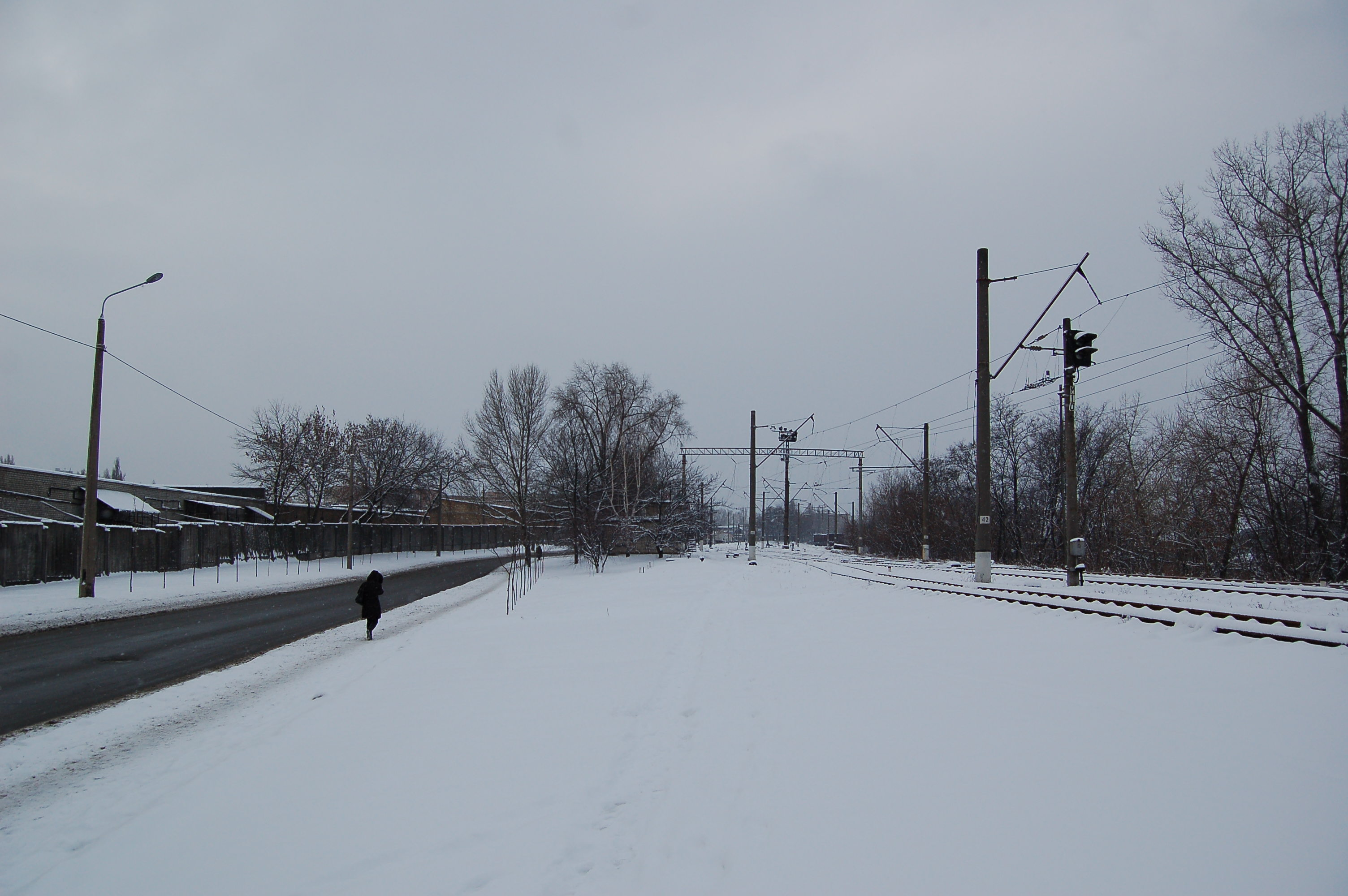
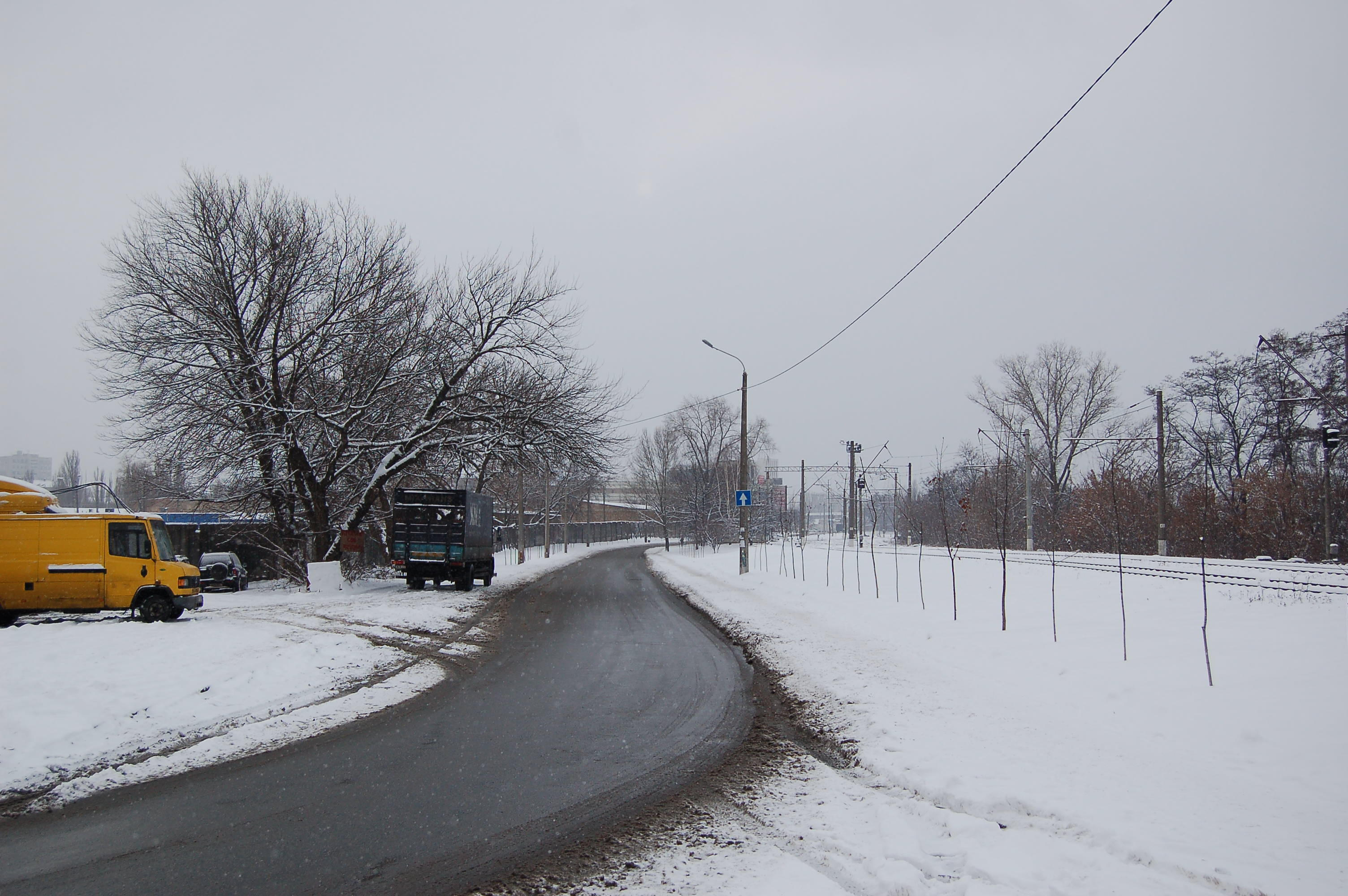
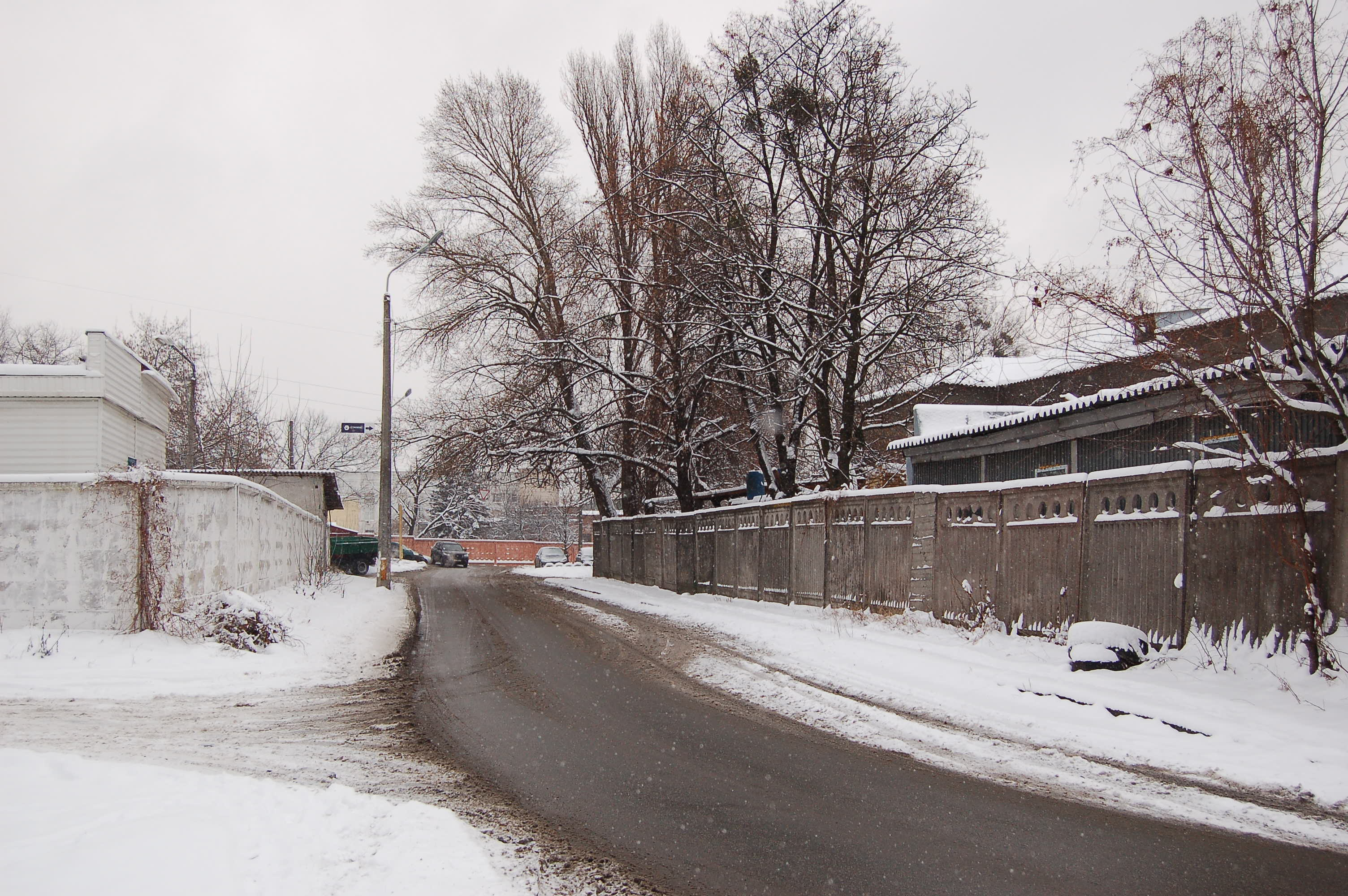